# Homer Watson
Homer Ransford Watson (Doon, 14 gennaio 1855 – 30 maggio 1936) è stato un pittore canadese.

## Biografia
In cerca di quadri da poter copiare nel voler ampliare le proprie capacità, nel 1874 viaggiò sino a Toronto, dove lavorava in uno studio di un fotografo a tempo parziale. Successivamente, nel 1876 si spostò a New York dove incontrò George Inness.
Nel 1881 si sposò con Roxanna Bechtel, e l'anno successivo conobbe Oscar Wilde durante il suo viaggio in America, dove fu prodigo di elogi verso l'artista canadese, i due si incontrarono più volte e le lettere che si scambiavano sono apparse e scomparse più volte negli ultimi anni.
Membro e presidente della "Royal Canadian Academy" negli anni 1918-1922 e membro fondatore nonché primo presidente della Canadian Art Club (1907-1911), dopo la sua morte i suoi lavori vennero esposti nella sua casa che diventò una piccola mostra eterna dell'autore. Il 27 maggio 2005 la posta canadese stampò due francobolli in suo onore che raffiguravano alcune sue opere.

## Opere
Fra la copiosa produzione di opere d'arte dell'artista si riscontrano:
- Dawn in the Laurentides
- The Flood Gates.